# Сантиссими-Номи-ди-Джезу-э-Мария-ин-виа-Лата (титулярная диакония)
Титулярная диакония Сантиссими-Номи-ди-Джезу-э-Мария-ин-виа-Лата (лат. Diaconia Sanctissimorum Nominum Iesu et Mariae in via Lata) — титулярная церковь была создана Папой Павлом VI 7 июня 1967 года апостольской конституцией More institutoque. Титулярная диакония принадлежит барочной церкви Сантиссими-Номи-ди-Джезу-э-Мария-ин-виа-Лата, расположенной в районе Рима Кампо-Марцио, на виа дель Корсо.

## Список кардиналов-дьяконов и кардиналов-священников титулярной диаконии Сантиссими-Номи-ди-Джезу-э-Мария-ин-виа-Лата
- Юстинус Дармоювоно, титул pro illa vice — (29 июня 1967 — 3 февраля 1994, до смерти);
  - вакансия (1994—2001);
- Эвери Роберт Даллес, S.J. — (21 февраля 2001 — 12 декабря 2008, до смерти);
- Доменико Бартолуччи — (20 ноября 2010 — 11 ноября 2013, до смерти);
- Луиджи Де Маджистрис — (14 февраля 2015 — 16 февраля 2022, до смерти);
- Тимоти Рэдклифф — (7 декабря 2024 — по настоящее время).